# Бейшембиев, Бектен Бейшембиевич
Бейшембиев, Бектен Бейшембиевич (также Бейшенбиев, Бектен Бейшенбиевич; 30 октября 1941, Жарды-Суу (Бала-Айылчи), Киргизская ССР, СССР) — советский и киргизский педагог, музыкант, композитор, писатель, автор учебника игры на комузе «Комузда ойноо» (кырг. «Игра на комузе», 1973), Заслуженный деятель культуры Кыргызской Республики. Член Союза композиторов Киргизской ССР. Автор музыкального произведения «Жаштар бийи» (кырг. «Молодежный танец»), которое вошло в пластинку в исполнении оркестра народных инструментов имени Карамолдо Орозова Кыргызской национальной филармонии.

## Биография
Родился 30 октября 1941 года в селе Жарды-Суу (Бала-Айылчи) Московского района, Чуйской области.
Отец – плотник и кузнец – Бейшемби Туйтеев.
Мать – Омурзак кызы Калдыкыз.
Впервые начал играть в 7 лет на комузе дедушки, глядя на пример старшего брата Ашырбека.
Первым учителем игры на комузе стал директор начальной школы Насыр Жузумкулов (отец мелодиста Мукана Рыскулбекова), к которому маленький Бектен ходил на занятия по вечерам домой. В 15 лет поступил в Культпросвет училище в городе Токмок (Республиканский колледж культуры и искусства) в новое оркестрово-дирижерское отделение.
В 1962 году поступил в Московский государственный институт культуры, в оркестрово-дирижерское отделение.
На вступительных экзаменах играл 3 разнохарактерных произведения с аккомпанементом на 3-струнной домре.
В 1967 году закончил Московский государственный институт культуры и вернулся во Фрунзе, где проходил практику в Кыргызской государственной филармонии.
В 1968 году начал преподавать теоретические дисциплины во Фрунзенском музыкально-педагогическом училище.
Государственная деятельность
В 1972 году по приглашению Мукаша Абдраева начал работать в Союзе композиторов Кыргызской Республики.
С приходом Бектена Бейшембиева Фольклорный кабинет стал Республиканским отделом народной музыки, который он и возглавил. Теперь это был Республиканский отдел народной музыки при Союзе композиторов с большим штатом и со звукозаписывающей студией. Бектеном Бейшембиевым была создана Республиканская фольклорная комиссия, членами которой стали Балбай Алагушев, Сагыналы Субаналиев (музыковед, кандидат искусствоведения), Тасмаев и др.
Республиканским отделом народной музыки под его руководством при Союзе композиторов были организованы регулярные фольклорные экспедиции по всей республике, где записывались исполнители народного творчества старшего поколения, собирались певцы, музыканты и коллективы художественной самодеятельности для участия во всесоюзном фестивале «Пятнадцать республик, пятнадцать сестёр», а также проводились конкурсы мастеров народного искусства.
С момента становления Советской Киргизии комуз, как музыкальный инструмент, не преподавался в системе государственного музыкального образования, и обучение игре на комузе передавалось в устной форме – от мастера к ученику.
Только для оркестра национальной республиканской филармонии в музыкальном училище обучали игре на комузе, но в основу обучения были положены технические особенности инструментов семейства балалаек, где на гриф инструмента наносились не свойственные комузу деления (ладовые порожки), что меняло техническое исполнение и, как следствие, искажалось звучание исконно кыргызских произведений.
В год открытия Республиканской музыкальной школы-интерната для одаренных детей (Республиканская средняя специальная музыкальная школа-интернат имени М. Абдраева), Мукаш Абдраев заговорил о том, что в музыкальных школах республики не могут преподавать национальный инструмент комуз из-за отсутствия методической литературы, и тогда по его просьбе Бектен Бейшембиев написал учебник «Комузда ойноо». Только после выхода в 1973 году этого учебника, комуз начали преподавать как учебную дисциплину во всех государственных музыкальных школах Киргизской ССР.
По воспоминаниям Бейшембиева Бектена Бейшембиевича: «Первые тиражи учебника были разобраны в считанные недели. С момента выхода учебника комуз перестал быть музейным экспонатом».
Кроме этого, учебный материал был написан таким образом, чтобы можно было обучать игре на комузе без ладовых порожков. Благодаря этому звучание комуза приобрело снова свое исконное народное звучание, и комуз в своем первоначальном виде постепенно вернулся в оркестры и в руки профессиональных исполнителей, преподавателей и их учеников.
А для слушателей игры на комузе вернулось звучание глиссандо, группетто, мелизмы и других музыкальных красок исконных кыргызских народных произведений.
В 1995 году Бектен Бейшембиев стал одним из соавторов энциклопедии «Манас».
С 1992 по 2023 годы продолжал обучать игре на комузе детей в школе искусств им. М. Рыскулбекова и вырастил не одно поколение комузистов. Ансамбль комузистов, который он возглавлял, побеждал конкурсы юных талантов и участвовал в фестивалях народного творчества «Сары Озон - 2001», «Звёзды золотой долины - 2006».  В 2016 году 50 учеников под его руководством приняли участие во Всемирных играх кочевников, где среди 1000 комузистов исполнили кюй комузиста Атая Огонбаева «Маш Ботой», установив мировой рекорд. Среди этой тысячи Бейшембиев Бектен Бейшембиевич был признан самым старшим её участником.
Многие его ученики впоследствии сами стали учителями игры на комузе и известными исполнителями, среди которых и комузчу Дуйшонбек уулу Закирбек.

## Награды и звания
Заслуженный деятель культуры Кыргызской Республики – 2023 г.
Нагрудный знак «Отличник культуры” Министерства культуры Кыргызской Республики – 2008 г.
Почетная грамота Президента Кыргызской Республики Розы Отунбаевой «За вклад в развитие культуры и искусства» – 2010 г.
Благодарственное письмо Президента Кыргызской Республики Аскара Акаева - 1996 г.
Благодарственное письмо Президента Кыргызской Республики Алмазбека Атамбаева «За участие во Всемирных играх кочевников» – 2016 г.
Почетная грамота Жогорку Кенеша Кыргызской Республики «За многолетний плодотворный труд в области образования, культуры и искусства Кыргызской Республики, существенный вклад в воспитание молодого поколения и активную общественную деятельность» – 2017 г.
Почетная грамота Кыргызской Республики «За заслуги в области культуры и искусства республики» – 2010 г.
Почетная грамота Чуйской областной государственной администрации за большой вклад в развитие культуры и искусства – 2006 г.
Почетная грамота Чуйского областного управления образования за большой вклад в развитие культуры – 1998 г.
Почетная грамота Чуйского отдела культуры – 2001 г.
Почетная грамота Школы искусств им М. Рыскулбекова – 1999 г.